# Abadia de Solesmes
A Abadia de Solesmes é um mosteiro beneditino localizado em Solesmes, Sarthe, famoso pela restauração da vida monástica beneditina e preservação do canto gregoriano na França, sob Dom Prosper Guéranger, após a Revolução Francesa.
É a casa-madre da Congregação de Solesmes.

## Lista dos priores e dos abades

### Priores
- 1010–1050: Rambert
- 1050–1070: Garnier
- 1070–1???: Robert
- 1???–1???: Pierre I de Lièvre
- 1???–1???: Guillaume I Lostellier
- 1???–1???: Gervais du Pont
- 1???–1???: Eudes de Clinchamp
- 1???–1280: Étienne I Sougé
- 1280–12??: Pierre II
- 12??–1317: Jean I de Clinchamp
- 1317–1345: Jacques I Bloislin
- 1345–13??: Jean II Hubert de Vallambron
- 13??–1399: Guillaume II Patry
- 1399–1416: Hélie de Voude
- 1416–1428: Alain Le Doyen
- 1428–1436: Henri des Vignes
- 1436–1450: Jean III du Tremblay
- 1450–1461: Gérard de Lorière
- 1461–1469: Thomas I Bouchard
- 1469–1480: Philibert de La Croix
- 1480–1490: Matthieu de La Motte
- 1490–1496: Guillaume III Cheminart
- 1496–1505: Philippe I Moreau de Saint-Hilaire
- 1505–1556: Jean IV Bougler
- 1556–1564: Jacques II Fouin
- 1564–1582: Nicolas de Fumée
- 1582–1599: Charles I Deschamps
- 1599–1603: Valentin Ourry
- 1603–1610: Jean V du Bois
- 1610–1617: Horace de Strozzi
- 1617–1621: Dominique de Bonzi
- 1621–1622: Jean VI Le Jey
- 1622–1628: Thomas II de Bonzi
- 1628–1630: Michel I Laigneau
- 1630–1670: Gabriel du Bouchet de Sourches
- 1670–1692: Joseph des Ormes
- 1692–1706: Étienne II de Noyelle
- 1706–1726: Charles II Joseph de Clermont-Chaste de Gessans
- 1726–1753: Jean-Baptiste I Edme Duret
- 1753–1754: Michel II Lespinois
- 1754–1757: Jean-Baptiste II Giron
- 1757–1760: Marc-Antoine Guillon (1ª vez)
- 1760–1763: Edmond Petit
- 1763–1766: Marc-Antoine Guillon (2ª vez)
- 1766–1769: Julien I Thomas Lamandé
- 1769–1772: Julien II Gilles Pitteu
- 1772–1778: Christophe-Augustin Flosceau
- 1778–1781: Jean-Baptiste III Coullon de La Besnarderie
- 1781–1786: Alexis Louason
- 1786–1790: Jérôme de Sageon
- 1790–1833: Supressão
- 1833–1837: Prosper Guéranger

### Abades
- 1837–1875: Prosper Guéranger (jà prior)
- 1875–1890: Charles III Couturier
- 1890–1921: Paul Delatte
- 1921–1959: Germain Crozien
- 1959–1992: Jean VII Prou
- 1992- atualidade: Philippe Dupont

## Bibliografía
- Essai historique sur l'abbaye de Solesmes de l'abbé Prosper Guéranger, 1846